# Distretto di Patti
Il distretto di Patti fu una delle suddivisioni amministrative del Regno delle Due Sicilie, subordinate alla provincia di Messina, soppressa nel 1860.

## Istituzione e soppressione
Fu istituito nel 1812 con la Costituzione del Regno di Sicilia.
Con una legge varata l'11 ottobre 1817 che riformò la ripartizione territoriale del Regno delle Due Sicilie a seguito della fusione della corona napoletana con quella siciliana, l'ente fu inserito nella provincia di Messina.
Il Distretto di Patti riuniva i comuni di Patti, Librizzi, Montagnareale, San Pietro sopra Patti (oggi San Piero Patti), Sant'Angelo di Brolo, Raccuja, Ucria, Tortorici, Sorrentini, Sinagra, San Salvatore di Fitalia, Piraino, Oliveri, Naso, Mirto (Italia), Militello di Patti o Valdemone (oggi Militello Rosmarino), Martini, San Marco d'Alunzio, Longi, Gioiosa Marea, Galati Mamertino, Floresta, Ficarra, Castania (oggi Castell'Umberto), Capri Leone, Brolo, Alcara Li Fusi, Oliveri e Frazzanò.
Il Distretto era, a sua volta, suddiviso in 6 circondari: Patti, Raccuja, Sant'Angelo di Brolo, Tortorici, Naso e Militello di Patti (oggi Militello Rosmarino).
Il Distretto nel 1821 in totale contava una popolazione di 52 770 abitanti.
Con l'occupazione garibaldina e annessione al Regno di Sardegna del 1860 l'ente fu soppresso e sostituito con il Circondario di Patti.